# Ho Ching
Ho Ching ( kinesiska: 何晶 ; pinyin: Hé JING, kantonesiska Yale: Ho Ching), född 27 mars 1953 i Singapore, är verkställande direktör i Temasek Holdings (sedan 2002).

## Biografi
Ho är den äldsta av fyra barn till den pensionerad affärsmannen Ho Eng Hong och Chan Chiew Ping. Hon är gift med Lee Hsien Loong, nuvarande (2016) premiärminister i Singapore.
Efter att ha avslutat sin gymnasieutbildning vid Crescents flickskola, fortsatte Ho sin utbildning på National Junior College, där hon utsågs Årets student. Hon genomgick sedan dåvarande Singapore University (nu National University of Singapore) och tog 1976 examen som elingenjör. År 1982 tog Ho sedan en Master of Science-examen (elektroteknik)  vid Stanford University.

## Karriär
Ho började sin karriär som ingenjör med försvarsministeriet i Singapore 1976. År 1983 blev hon chef för försvarets materialorganisation, upphandlingsorganet vid ministeriet, och hade samtidigt tjänsten som biträdande direktör vid försvarets vetenskapliga organisation. År 1987 övergick hon till Singapore Technologies som biträdande teknisk chef, och hade olika ledande uppgifter innan han blev dess verkställande direktör och koncernchef 1997. Hon tillskrivs framgångsrik omstrukturering och expansion av gruppen under de fem år, som hon ledde företaget. Till exempel var hon arkitekten bakom bildandet och noteringen av Singapore Technologies Engineering som det största börsnoterade försvarsverkstadsföretaget i Asien 1997, och var dess första ordförande.
Ho började i januari 2002 vid Temasek Holdings som direktör och blev dess verkställande direktör i maj 2002. Den dåvarande ordförande i Temasek Holdings, tidigare ministern S. Dhanabalan, sade att Ho var den bästa personen för befattningen på grund av "hennes vilja att ta kalkylerade risker". Hon intog rollen som koncernchef för Temasek den 1 januari 2004 och krediteras för att ha omvandlat Temasek, från ett statligt ägt investmentbolag fokuserat på Singapore, till en aktiv investerare i Asien och övriga världen.

## Uppmärksamhet
År 1995 tilldelades Ho National University of Singapore Distinguished Engineering alumn Award. Hon är också hedersmedlem i Institution of Engineers, Singapore.
För sina offentliga insatser har Ho tilldelats Singapore Public Administration Medal (silver, 1985) och Public Service Star (1996) av Singapores regering.
Ho har nämnts i flera rankinglistor av de mest kraftfulla och inflytelserika människorna i världen. År 2007 var Ho placerad av Time Magazine som en av de "100 mest inflytelserika männen och kvinnorna" som formade världen. 
År 2007 rankad tidskriften Forbes henne på tredje plats i sin årliga lista över världens mäktigaste kvinnor, bakom Tysklands förbundskansler Angela Merkel och Kinas vice premiärminister Wu Yi.
År 2011 ingick Ho bland de "50 mest inflytelserika" i rangordningen publicerad av Bloomberg Markets magazine. För 2014 anges hon som den 59:e mäktigaste kvinnan i världen av Forbes.